# Kamyszanowskij
Kamyszanowskij (ros. Камышановский) – osiedle w Rosji, w obwodzie woroneskim, w rejonie nowochopiorskim. W 2010 liczyło 
147 mieszkańców.